# Tetragonia glauca
Tetragonia glauca är en isörtsväxtart som beskrevs av Edward Fenzl. Tetragonia glauca ingår i släktet tetragonior, och familjen isörtsväxter. Inga underarter finns listade i Catalogue of Life.